# Glenea pseudoweyersi
Glenea pseudoweyersi là một loài bọ cánh cứng trong họ Cerambycidae.